# Kyssarnas bro
Kyssarnas bro (Potseluev-bron) är en bro över Mojka i Sankt Petersburg byggd av William Hastie.